# Čerkezija
Čerkezija (rusko: Черкесия/Čerkesija, turško: Çerkesya) je pokrajina na zahodnem Kavkazu. Njeno zgodovinsko ozemlje je obsegalo južno polovico Krasnodarskega kraja in večino notranjosti sedanjega Stavropolskega kraja, sedanja Čerkezija pa obsega samo dele Karačaj-Čerkezije, Adigejo in Kabarindo-Balkarijo, ki so del Ruske federacije. 
Ime je dobila po svojih tradicionalnih prebivalcih Čerkezih, ki sami sebe raje imenujejo Adigi ali Adiga. Velik del čerkeskega prebivalstva živi v Adigeji, ki spada v Rusko federacijo in je v celoti obdana s Krasnodarskim krajem. 
Rusi so v drugi polovici 19. stoletja nad Čerkezi izvedli genocid, v katerem so ubili ali deportirali 95-97% Čerkezov. Zato danes obstajajo čerkeške skupnosti v mnogih državah; Turčiji, Jordaniji, Siriji, Libanonu, Kosovu, Egiptu, kjer so služili v mameluški vojski in Izraelu v vaseh Kfar Kama in Rehaniya. Izselili so se celo v ZDA v državi New York in New Jersey in zahodno Evropo, predvsem v Nemčijo in Nizozemsko.